# Dactyladenia chevalieri
Dactyladenia chevalieri är en tvåhjärtbladig växtart som först beskrevs av De Wild., och fick sitt nu gällande namn av Ghillean `Iain' Tolmie Prance och Frank White. Dactyladenia chevalieri ingår i släktet Dactyladenia och familjen Chrysobalanaceae. Inga underarter finns listade i Catalogue of Life.